# إكسرخسية البطريركية الكاثوليكية المارونية في القدس وفلسطين
إكسرخسية البطريركية الكاثوليكية المارونية في القدس وفلسطين هي إكسرخسية تابعة للبطريركية المارونية للكنيسة المارونية، وتخضع مباشرة لبطريركية الموارنة في أنطاكية. في عام 2017 كانت الإكسرخسية البطريركية الكاثوليكية المارونية في القدس وفلسطين تضم 504 أعضاء ويحكمها النبيل موسى الحاج.

## التاريخ
بعد عامين من انعقاد المؤتمر الإفخارستي الدولي في القدس، وبالتحديد في 5 أيار (مايو) عام 1895 افتُتحت في الأرض المقدسة نيابة بطريركية للقاء اللبنانيين الموارنة الذين كانوا يعيشون في القدس حتى ذلك الحين ويعتمدون بشكل مباشر على أبرشية صور المارونية الكاثوليكية. ومنذ أن أقيمت الخارجية البطريركية في 5 تشرين الأول (أكتوبر) من عام 1996، عُهد إليها برعاية أرشبرش الأبرشية الكاثوليكية المارونية في حيفا والأراضي المقدسة.

## نواب بطريركيين
كانت اللائحة الفخرية للنيابة البطريركية المارونية في القدس منذ تأسيسها في القدس في عام 1895 تضم الأعضاء التاليين:
| الفترة الزمنية | الاسم          | ملاحظات                                     |
| -------------- | -------------- | ------------------------------------------- |
| 1895-1896      | يوسف المعلم    | هاجر إلى الولايات المتحدة الأمريكية بعد ذلك |
| 1896-1897      | اسطفان حبيش    |                                             |
| 1897-1898      | بولس عويس      |                                             |
| 1898-1901      | خيرالله اسطفان |                                             |
| 1901-1911      | يوسف المعلم    |                                             |
| 1911-1928      | جرجس ضومط      | أصبح راهبًا بعد استقالته مُباشرةً              |
| 1929-1934      | بولس عويس      |                                             |
| 1934-1938      | بولس عيد       |                                             |
| 1939-1941      | يوسف غانم      |                                             |